# 48-й кинофестиваль в Сан-Себастьяне
48-й кинофестиваль в Сан-Себастьяне проходил с 21 по 30 сентября 2000 года в Сан-Себастьяне (Страна Басков, Испания).

## Жюри
- Стивен Фрирз ( Великобритания), кинорежиссёр (президент жюри).
- Джим Макбрайд ( США), кинорежиссёр.
- Хорхе Арриагада ( Чили), композитор.
- Хуан Руис Анчиа ( Испания), кинооператор.
- Андреа Ферреоль ( Франция), актриса.
- Стефани Тчалгаджефф ( Франция), продюсер.
- Анхела Молина ( Испания), актриса.

## Фильмы фестиваля

### Официальный конкурс
- «Вес воды», реж. Кэтрин Бигелоу ( США,  Франция)
- «Спасти Хэррисона», реж. Эли Шураки ( Франция)
- «Без следа», реж. Мария Новаро ( Мексика,  Испания)
- «Багровые реки», реж. Матьё Кассовиц ( Франция)
- «Под песком», реж. Франсуа Озон ( Франция,  Япония)
- «Коммуналка», реж. Алекс де ла Иглесиа ( Испания)
- «Лицо», реж. Дзюндзи Сакамото ( Япония)
- «Пария», реж. Николас Клотц ( Франция)
- «Красные чернила», реж. Франсиско Хосе Ломбарди ( Перу,  Испания)
- «Погибель мужчин», реж. Мария Новаро ( Мексика,  Испания)
- «Перед бурей», реж. Реза Парса ( Швеция)

## Лауреаты

### Официальные премии
- Золотая раковина: «Погибель мужчин», реж. Артуро Рипстейн.
- Специальный приз жюри: «Пария», реж. Николас Клотц.
- Серебряная раковина лучшему режиссёру: Реза Парса («Перед бурей»).
- Серебряная раковина лучшей актрисе: Кармен Маура («Коммуналка»).
- Серебряная раковина лучшему актёру: Джанфранко Бреро («Красные чернила»).
- Приз жюри лучшему оператору : Никола Пекорини («Спасти Хэррисона»).
- Приз жюри за лучший сценарий : Пас Алисия Гарсиядиего («Погибель мужчин»).

### Почётная награда — «Доностия» за вклад в кинематограф
- Майкл Кейн
- Роберт Де Ниро